# Burtia cruenta
Burtia cruenta là một loài bướm đêm thuộc phân họ Arctiinae, họ Erebidae.